# 参拝

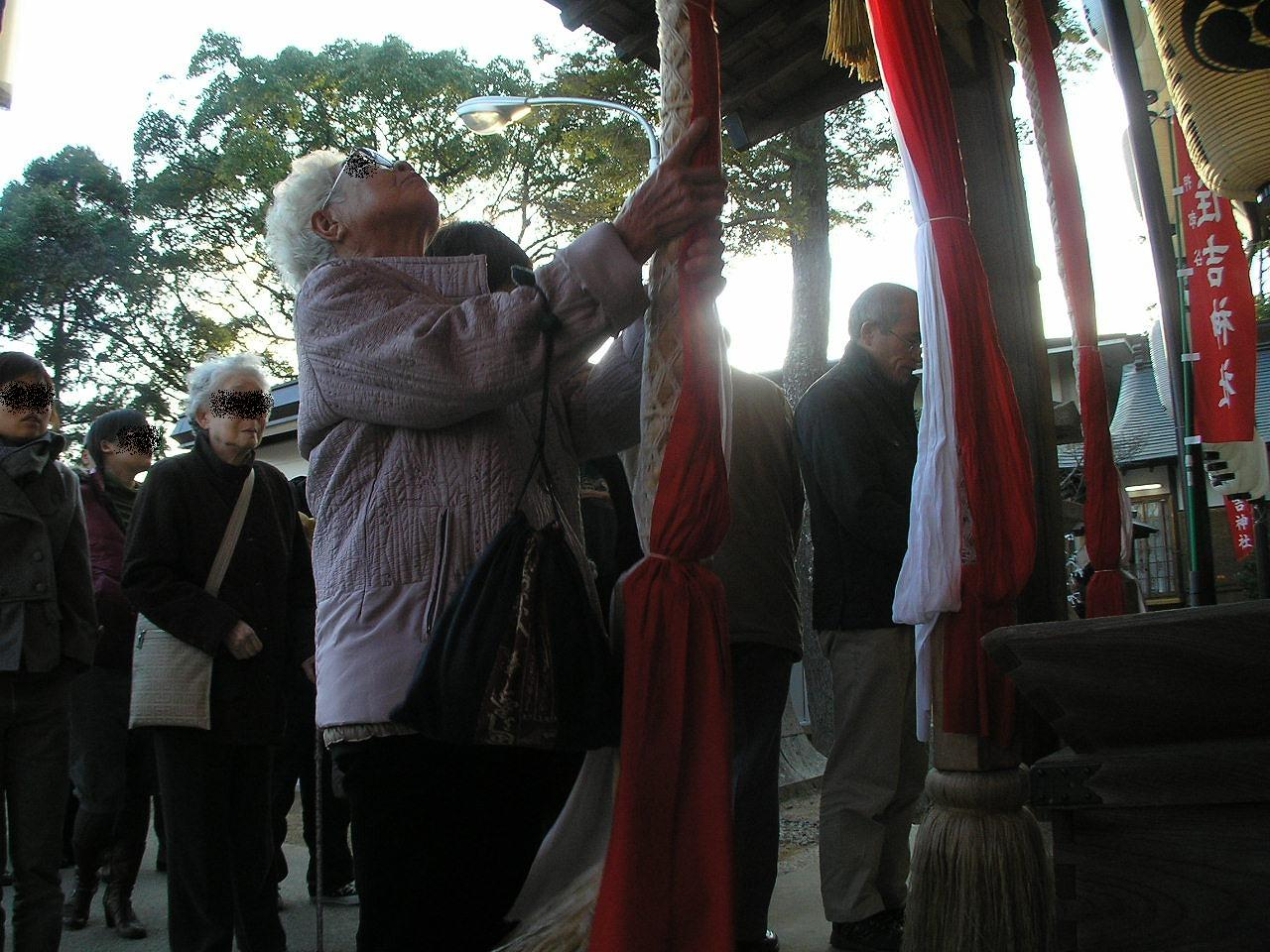
初詣で鈴を鳴らす

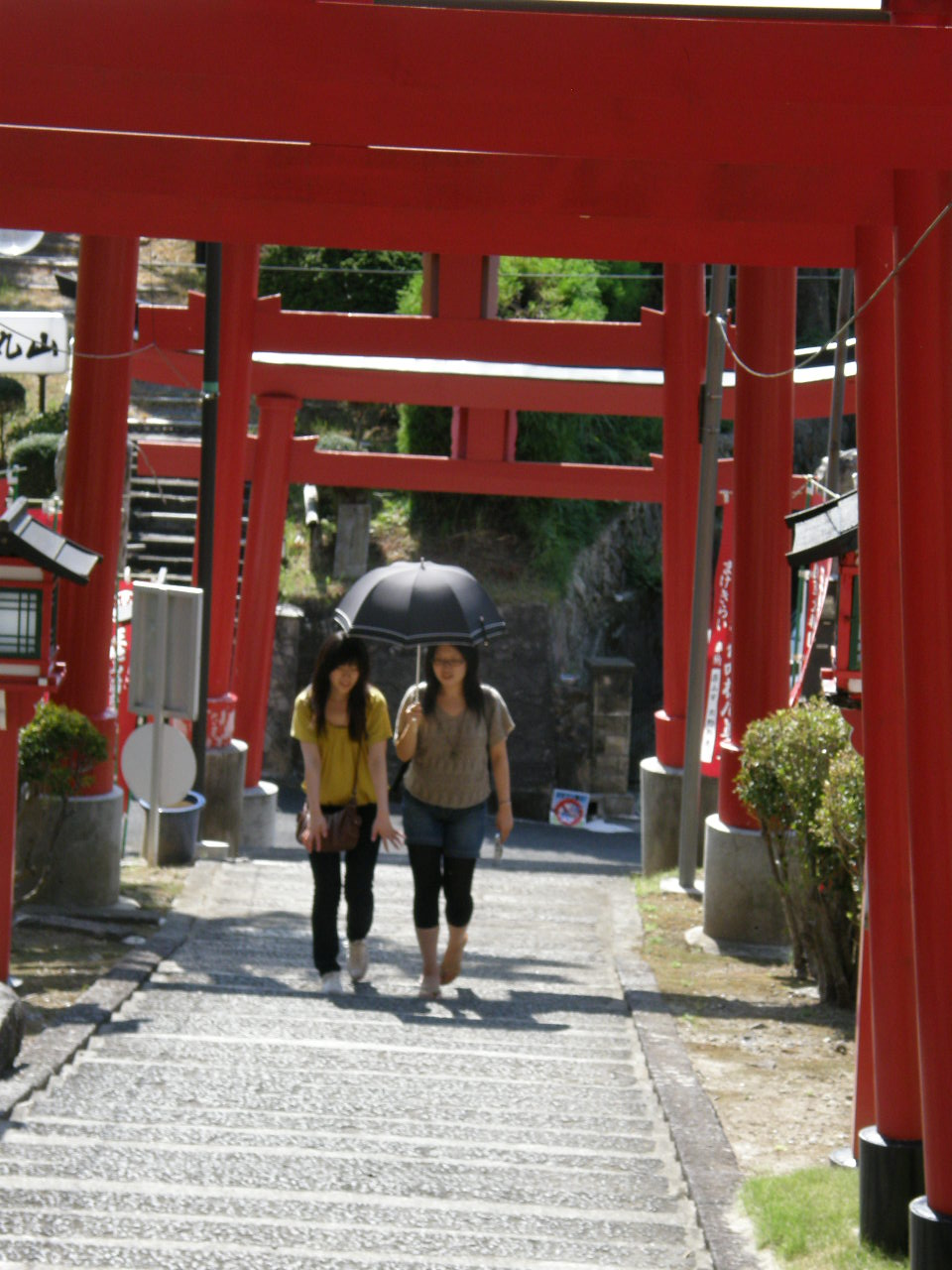
鳥居をくぐって境内へ（王子山稲荷神社）

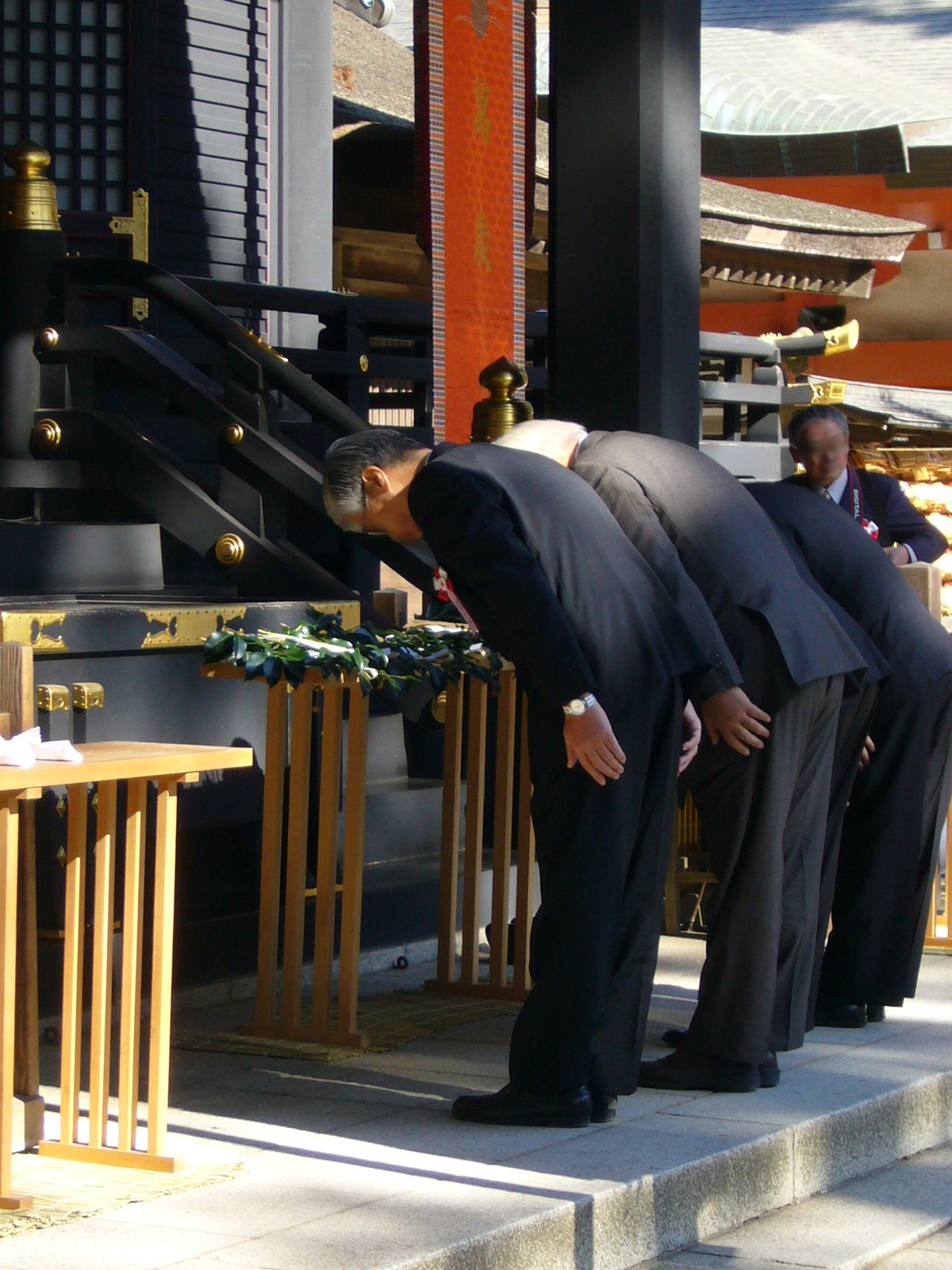
拝殿前での拝礼

参拝（さんぱい）とは、神社、寺院、教会、墓廟などの宗教施設を訪れて、神仏や死者に拝む（または祈る）行為のことである。祈願者本人に代わって参拝することは代参（だいさん）、祈願した神社や寺院に参詣せずその方角に向って参拝することは遥拝（ようはい）という。同様の言葉に「参詣（さんけい）」があるが、参拝は拝むこと（身体的な動作）に主眼があるのに対し、参詣は社寺へ詣でること（地理的な移動）に主眼がある。ただし、社寺に参拝するためにはそこへ詣でることになるので、一般には両者は同義の言葉とみなされている。特定の複数の社寺教会を続けて参拝することを巡礼・巡拝という。

## 参拝作法

### 日本の社寺の場合
一般的な参拝作法の大きな流れは、神社・寺院とも以下のようなものである。
1. 鳥居や門をくぐる前に一揖をする。帽子を着用している場合は脱ぐ。
2. 手水舎で手を洗い、口をすすぐ。神前・仏前に参る前に身を清める行為で、神社の場合は略式の禊（みそぎ）ということになる。
3. 賽銭を賽銭箱に静かに入れる。
4. 本坪鈴（鈴）／鰐口／錀[注釈 1]などを鳴らす（鈴を鳴らした後に賽銭を入れると説明する人もいる）。
5. 拝礼を行う。
神社の場合二拝二拍手一拝（拝は深いお辞儀）。寺院の場合は合掌。

寺社によっては上記と異なる参拝方法の場合もあり、多くはその旨の表示がある。
- 出雲大社、宇佐八幡では二拍手ではなく四拍手で行う。また伊勢神宮や熱田神宮には特殊な拍手（八開手）があるが、あくまでも神職のみの作法であり参列者は行わない。
- 神社によっては二拝のうち、前の礼を浅く、後の礼を深くする様に指定される場合もある。

一般には拍手と一拝の間、もしく合掌のときに神仏への祈願などを行う。寺院で手を合わせるのはインド等での挨拶に端を発するもので、拍手とは異なる。神社で祝詞（神社拝詞）を唱える場合は、二拝二拍手と一拝の間に行ったり、再拝の後に祝詞を唱え再度二拝二拍手一拝を行ったりする。

#### 正式参拝
上記は社頭にて行う略式の参拝であるが、他に、拝殿に上がって（昇殿して）行う正式参拝がある。正式参拝は、社務所にて正式参拝を行いたい旨を告げ、拝殿に上がる。神職による修祓、祝詞奏上の後、神前に玉串を捧げて拝礼する。この場合も一般には二拝二拍手一拝であるが、神職の指示に従う。その後、直会として神酒をいただく。

## 歴史
古代においては、参拝・参詣といえば近所の神仏に参り詣でるものであったが、平安時代ごろから遠方の社寺にも詣でるようになった。平安時代末期ごろから貴族を中心として熊野三山・高野山・伊勢神宮への参詣巡礼が盛んに行われるようになった。特に熊野詣は人気となって多くの人が参詣し、狭い山道を人々が列をなして行く様は「蟻の熊野詣」と呼ばれた。
近世になると、交通網の整備に伴い庶民の遠出が盛んになり、伊勢神宮・金刀比羅宮・善光寺などへ全国から参詣者が訪れるようになった。遠隔地への参詣には費用がかかることから、人々は講を組織し、お金を出しあって代表者が代参を行うという習慣も生まれた。また、伊勢神宮への参詣では、道中で無一文になっても沿道の人々の援助によって旅が続けられるという「抜け参り」という風習もあった。これは、援助をした人も参詣した人と同じ御利益が得られると考えられたためである。

## 天皇の参拝
歴史的には天皇が神社を参詣する場合には、行幸の語が用いられる。賀茂行幸、石清水行幸などがそれである。御拝（天皇の拝礼の意。身体的な動作としての参拝）を指す場合には、親拝と呼称する場合がある。親拝とは、勅使を介さず直接拝礼することである（「親」とは「みずから」という意（同様の語例として「親筆」など）。親拝の対義語は「代拝」）。また天皇が神宮や天皇陵を親拝する場合には親謁と呼称する（「親謁」は、帝王がみずから宗廟に親拝することを意味する語である。親謁の語は『明史』『新唐書』『隋書』などの中国古典でも用例を確認できる。）。

## 参拝に関連した事件
- 源実朝暗殺事件 - 1219年
- 上智大生靖国神社参拝拒否事件 - 1932年
- 彌彦神社事件 - 1956年
- 台湾団結連盟靖国神社参拝事件 - 2005年

## その他
人の代わりに、犬に参詣させた例として、金刀比羅宮やお蔭参りが見られる（金刀比羅宮#信仰上の伝統および#お蔭参り（抜け参り）に参加した著名人など）。「ペット神社」も参照。